# Rolf Zetterlund

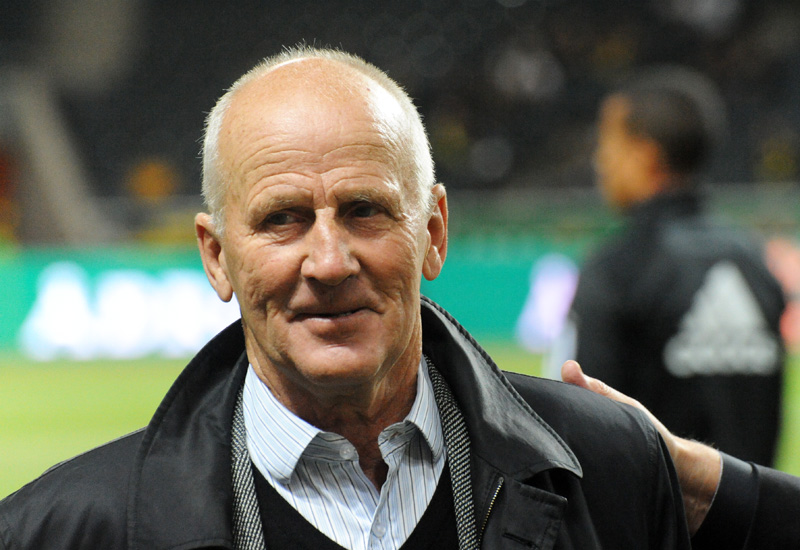
Zetterlund im April 2013 in der Friends Arena

Rolf Zetterlund (* 2. Januar 1942 in Ludvika, Dalarnas län, Schweden) ist ein ehemaliger schwedischer Bandy- und Fußballspieler, der mittlerweile als Fußballtrainer tätig ist.

## Werdegang
Zetterlund spielte in seiner Jugend bei Utansjö IF, Wäija/Dynäs IK und Kramfors IF. 1963 wechselte der Mittelfeldspieler zu Åtvidabergs FF in die Division 2, wo er zwei Spielzeiten aktiv war. Anschließend ging er zum Ligakonkurrenten Sandåkerns SK. 1969 bis 1971 spielte er für den Zweitligisten Sandvikens IF, bei dem er als Bandyspieler in der ersten Liga aktiv war.
Am 15. April 1972 debütierte er 30-jährig für AIK in der Allsvenskan. Bis 1976 absolvierte er 117 Erstligaspiele für den Klub und konnte elf Tore erzielen. 1976 konnte er mit der Mannschaft den Sieg im Svenska Cupen feiern.
1977 wechselte Zetterlund zu IK Brage, wo er als Spielertrainer arbeitete. Bis 1980 stand er für den Klub auf dem Spielfeld und dank seiner starken Leistungen in seiner letzten Spielzeit wurde er mit dem Guldbollen ausgezeichnet. Damit ist er ältester Preisträger in der Geschichte der Auszeichnung.
1981 übernahm Zetterlund den Platz auf der Trainerbank bei AIK Solna. 1983 konnte er die Mannschaft auf den ersten Platz in der Allsvenskan führen, in den Play-offs war jedoch im Halbfinale nach einer 0:3-Niederlage und einem anschließenden 2:0-Erfolg gegen den späteren Meister IFK Göteborg Endstation. 1985 feierte er durch einen 4:3-Sieg im Elfmeterschießen über Östers IF den Gewinn des schwedischen Pokals. 1986 beendete er sein Engagement.
Ab 1987 trainierte Zetterlund Örebro SK, die er nach zehn Jahren Abstinenz zurück in die Allsvenskan führte. 1992 verließ er den Verein und betreute 1993 Spårvägens FF in der zweiten Liga, den er jedoch nach nur einer Spielzeit in Richtung Malmö FF wieder verließ. 1997 ging er zum Zweitligisten Hammarby IF, mit dem er den Aufstieg in Allsvenskan schaffte. Anschließend folgten Engagements bei Assyriska Föreningen, Vasalunds IF und Vallentuna BK.